# USS Hopper (DDG-70)

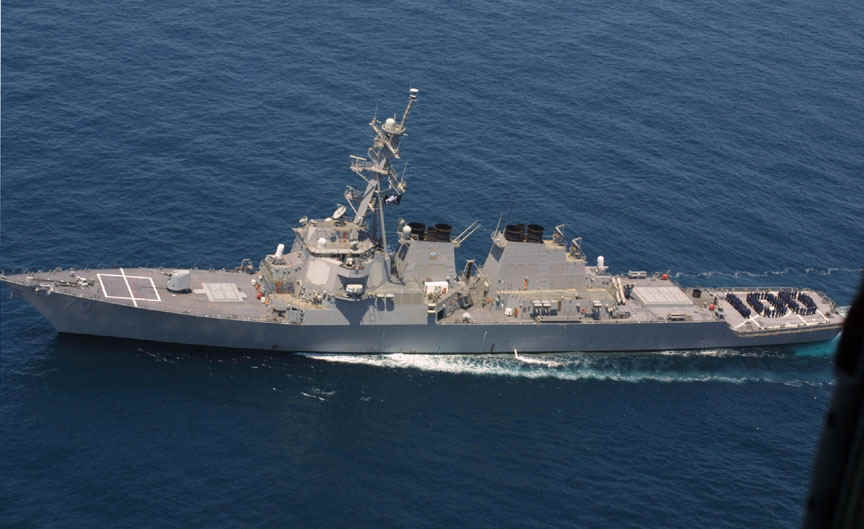
O USS Hopper em 2004.

O USS Hopper é um destroyer da classe Arleigh Burke pertencente a Marinha de Guerra dos Estados Unidos. O navio recebeu este nome em honra a Almirante Grace Hopper, uma famosa especialista em computação da Marinha. Desde 2007, ele já serviu na 5ª Frota, estacionada no Oriente Médio, e na 7ª Frota, estacionada no Japão.